# Problema della doppia empatia

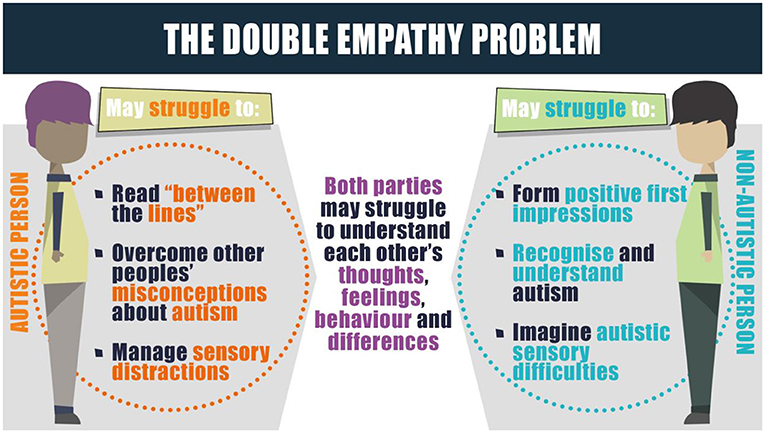
Immagine che descrive il problema della doppia empatia

Il problema della doppia empatia è una recente teoria psicologica secondo la quale le difficoltà sociali e di comunicazione presenti nelle persone autistiche sono dovute a una reciproca mancanza di comprensione e a differenze bidirezionali nello stile di comunicazione tra persone autistiche e neurotipiche. Essa sfida l'idea ampiamente accettata ma controversa che la teoria della mente e l'empatia siano generalmente assenti nelle persone autistiche. Recenti ricerche suggeriscono che un miglior grado di relazione può essere presente nelle interazioni autistiche rispetto a quelle composte da persone autistiche e neurotipiche, e che le persone autistiche possono essere in grado di comprendere e prevedere i pensieri e le motivazioni dell'altro meglio dei neurotipici. Oltre a ciò, si può sostenere che l'empatia autistica sia più onnicomprensiva e intensa di quella neurotipica, come suggerito dall'osservazione che le persone autistiche sono più inclini alla personificazione degli oggetti. La teoria della mente autistica si basa in genere sull'uso delle regole e della logica e può essere modulata dalle differenze di pensiero. Se le persone autistiche fossero intrinsecamente povere nella comunicazione sociale, un'interazione tra una coppia di autistici sarebbe logicamente più difficile di una tra una persona autistica e una neurotipica. Questa ricerca contesta la disinformazione e i miti più diffusi sulle persone autistiche nel campo della psicologia e della psichiatria. Dal momento che le persone autistiche raramente riescono ad avere a che fare con lo stesso neurotipo e a socializzare con altre persone autistiche, sono viste nella società come prive di abilità sociali.
Si può dimostrare che i neurotipici hanno anche una scarsa teoria della mente nei confronti delle persone autistiche, allo stesso modo in cui le persone autistiche hanno una scarsa teoria della mente nei confronti delle persone neurotipiche. Le persone autistiche spesso sperimentano il bullismo da parte dei neurotipici e possono vedersi respinti dai gruppi sociali neurotipici a causa del modo in cui si presentano nonostante il mascheramento, sostenendo ulteriormente la teoria del problema della doppia empatia. Ciò significa che le persone autistiche comunicano molto meglio con altre persone autistiche che con le persone neurotipiche, e che le problematiche di interazione osservate nelle persone autistiche sono una caratteristica relazionale, che dipende dall'adattamento tra la persona e l'ambiente sociale, piuttosto che assoluta.